# Tselínnoie (Kurgan)
|  | Per a altres significats, vegeu «Tselínnoie». |

Tselínnoie (en rus: Целинное) és un poble de l'óblast de Kurgan, a Rússia, que el 2017 tenia 5.145 habitants. És seu administrativa del districte homònim.